# Schneckenbusch
Schneckenbusch – Schnäggebesch in francone del Reno ed alemanno  – è un comune francese di 309 abitanti situato nel dipartimento della Mosella nella regione del Grand Est.
Il suo territorio comunale è bagnato dalle acque della Bièvre.

## Società

### Evoluzione demografica
Abitanti censiti